# Binnenmaas
Binnenmaas és un antic municipi de la província d'Holanda del Sud, al sud dels Països Baixos. L'1 de gener de 2019 va fusionar amb Korendijk, Strijen, Cromstrijen i Oud-Beijerland i formar el municipi nou Hoeksche Waard. La nova entitat amb uns 85.000 habitants (2018) és un dels municipis més grossos dels afores de Rotterdam.
Té una superfície de 75,59 km² (dels quals 6,48 km² corresponen a aigua). L'1 de juny del 2018 tenia 29.262 habitants. El nom prové d'un antic bras del Mosa i significa «Mosa interior».
Es va crear el 1984 per la fusió de les viles de Puttershoek, Maasdam, Mijnsheerenland, Westmaas en Heinenoord, al qual el gener de 2007 es va afegir 's-Gravendeel. Limitava al nord-est amb Zwijndrecht, al nord amb Barendrecht, al nord-oest amb Albrandswaard, a l'oest amb Oud-Beijerland, al sud-oest amb Strijen i Cromstrijen i a l'est amb Dordrecht.

## Viles i veïnats
Blaaksedijk, De Wacht, Goidschalxoord, 's-Gravendeel, Greup, Heinenoord, Kuipersveer, Maasdam, Mijnsheerenland, Puttershoek, Schenkeldijk, Sint Anthoniepolder i Westmaas.

## Llocs d'interés
- Recreatieoord Binnenmaas («lloc de lleure Binnenmaas») amb mas infantil[3]